# Warehouses De Pauw
Warehouses de Pauw (WDP) er et belgisk ejendomsselskab, der fokuserer på lagre og logistikcentre. De har hovedkvarter i Wolvertem, Vlaams-Brabant.
De råder over 6 mio. m² varehuse i Benelux og Rumænien. Virksomheden blev etableret i 1977 af Jos De Pauw som en familievirksomhed.